# Fishing Boats, Key West
Fishing Boats, Key West (en français : Bateaux de pêche à Key West) est une aquarelle et un dessin au graphite de Winslow Homer. Il fait partie de la collection du Metropolitan Museum of Art.

## Réalisation de l'œuvre
Winslow Homer a exécuté un rapide croquis sur lequel il a utilisé de l'aquarelle pour former les nuages, la mer et les bateaux,.

## Description et interprétation
L'œuvre représente des bateaux de pêche dans l'eau au large de Key West en Floride.